# Calesia canescens
Calesia canescens är en fjärilsart som beskrevs av George Francis Hampson 1902. Calesia canescens ingår i släktet Calesia och familjen nattflyn. Inga underarter finns listade i Catalogue of Life.